# بطحي
بطحي قرية من قرى محافظة الحناكية في منطقة المدينة المنورة في السعودية، تقع شرق المدينة المنورة على الغرب منها وبمسافة 30 كلم يقع منجم بلغة.